# L'Invasion sans pareille
L'Invasion sans pareille (titre original : The Unparalleled Invasion) est une nouvelle américaine de Jack London publiée aux États-Unis. La nouvelle est publiée initialement dans le McClure's Magazine, en juillet 1910, avant d'être reprise dans le recueil The Strength of the Strong en mai 1914.

## Résumé
L'Empire de Chine, à compter des années 1920, s’est libérée du joug de l'empire du Japon. L’essor du pays est suivi d’une augmentation considérable de sa population, qui atteint, en 1976, un milliard d’individus. Les Chinois commencent alors à déborder de leurs frontières en commençant par l'Indochine française - ce qui met le reste du monde sur le qui-vive. Mais les troupes internationales sont écrasées par celles, bien plus nombreuses, de l’Empire de Chine. Jusqu’à l’entrée en scène d’un scientifique, qui propose une solution radicale à Washington : la guerre bactériologique.

## Éditions

### Éditions en anglais
- The Unparalleled Invasion, dans le McClure's Magazine, juillet 1910.
- The Unparalleled Invasion, dans le recueil The Strength of the Strong, un volume chez The Macmillan Co, New York, mai 1914.
- The Unparalleled Invasion, dans le recueil The Science Fiction of Jack London, anthologie chez Gregg Press (en), Upper Saddle River, juin 1975.
- The Unparalleled Invasion, dans le recueil The Science Fiction of Jack London, anthologie chez Citadel Twilight, avril 1993.

### Traductions en français
- L'Invasion sans pareille, traduit par Louis Postif, in Histoires des siècles futurs, anthologie, 10/18, 1974.
- L'Invasion sans pareille, traduit par François Postif, in Mille fois mort, anthologie, 10/18, 1981.

## Texte en ligne
- Texte en ligne (entré dans le domaine public)